# 1949年全仏選手権 (テニス)
1949年 全仏選手権（1949ねんぜんふつせんしゅけん、Internationaux de France de Roland-Garros 1949）に関する記事。フランス・パリにある「スタッド・ローラン・ギャロス」にて開催。

## 大会の流れ
- 男子シングルスは「91名」の選手による7回戦制で、女子シングルスは「52名」の選手による6回戦制で行われた。男子は37名、女子は12名の選手に「1回戦不戦勝」（抽選表では“Bye”と表示）があった。
- シード選手は男子・女子ともに16名。シード選手でも、1回戦から出場した人と、2回戦から登場した人がいる。2回戦から登場した選手が初戦敗退の場合は「2回戦＝初戦」と表記する。

## シード選手

### 男子シングルス
1. フランク・パーカー　（優勝、大会2連覇）
2. パンチョ・ゴンザレス　（ベスト4）
3. ジョバンニ・クチェリ　（ベスト8）
4. エリック・スタージェス　（ベスト4）
5. レナート・ベルゲリン　（4回戦）
6. バッジ・パティー　（準優勝）
7. マルセル・ベルナール　（ベスト8）
8. ドラグティン・ミティッチ　（ベスト8）
9. ポール・レミー　（4回戦）
10. ヨシップ・パラーダ　（4回戦）
11. フェリシモ・アンポン　（4回戦）
12. ロベール・アブデッセラム　（ベスト8）
13. ジャック・トーマス　（4回戦）
14. フラニョ・プンチェツ　（4回戦）
15. トルステン・ヨハンソン　（4回戦）
16. リカルド・バルビエ　（4回戦）

### 女子シングルス
1. マーガレット・オズボーン・デュポン　（優勝、3年ぶり2度目）
2. ルイーズ・ブラフ　（3回戦）
3. ネリー・アダムソン・ランドリー　（準優勝）
4. シーラ・サマーズ　（ベスト4）
5. ベティ・ヒルトン　（1回戦）
6. ヘレン・リバニー　（ベスト8）
7. アナリサ・ボッシ　（ベスト4）
8. ジーン・クォーティアー　（ベスト8）
9. ネル・ヘルムゼン　（3回戦）
10. モニーク・アムラン　（3回戦）
11. ヘレナ・ストラウベオバ　（1回戦）
12. バージニア・ボイヤー　（1回戦）
13. ジャクリーヌ・パトーニ　（3回戦）
14. ジョイ・ギャノン　（3回戦）
15. ジョーン・カリー　（ベスト8）
16. ニクラ・ミグリオーリ　（3回戦）

## 大会経過

### 男子シングルス
準々決勝
- フランク・パーカー vs.  ドラグティン・ミティッチ　6-0, 6-2, 6-4
- エリック・スタージェス vs.  ロベール・アブデッセラム　6-1, 6-4, 6-2
- バッジ・パティー vs.  ジョバンニ・クチェリ　7-5, 10-12, 6-3, 8-6
- パンチョ・ゴンザレス vs.  マルセル・ベルナール　6-1, 7-5, 5-7, 6-1

準決勝
- フランク・パーカー vs.  エリック・スタージェス　6-2, 6-1, 6-4
- バッジ・パティー vs.  パンチョ・ゴンザレス　6-4, 6-3, 3-6, 6-3

### 女子シングルス
準々決勝
- マーガレット・オズボーン・デュポン vs.  ジーン・クォーティアー　6-4, 6-2
- シーラ・サマーズ vs.  アン・マリー・ゼーガース　6-3, 6-1
- ネリー・アダムソン・ランドリー vs.  ヘレン・リバニー　7-9, 6-3, 6-3
- アナリサ・ボッシ vs.  ジョーン・カリー　6-3, 4-6, 6-3

準決勝
- マーガレット・オズボーン・デュポン vs.  シーラ・サマーズ　6-3, 6-3
- ネリー・アダムソン・ランドリー vs.  アナリサ・ボッシ　6-3, 6-0

## 決勝戦の結果
- 男子シングルス： フランク・パーカー vs.  バッジ・パティー　6-3, 1-6, 6-1, 6-4
- 女子シングルス： マーガレット・オズボーン・デュポン vs.  ネリー・アダムソン・ランドリー　7-5, 6-2
- 男子ダブルス： フランク・パーカー＆ パンチョ・ゴンザレス vs.  エリック・スタージェス＆ ユースタス・ファニン　6-3, 8-6, 5-7, 6-3
- 女子ダブルス： ルイーズ・ブラフ＆ マーガレット・オズボーン・デュポン vs.  ジョイ・ギャノン＆ ベティ・ヒルトン　7-5, 6-1
- 混合ダブルス： エリック・スタージェス＆ シーラ・サマーズ vs.  ジェラルド・オークリー＆ ジーン・クォーティアー　6-1, 6-1